# Crenatosipho beaglensis
Crenatosipho beaglensis is een slakkensoort uit de familie van de Buccinidae. De wetenschappelijke naam van de soort is voor het eerst geldig gepubliceerd in 2002 door Linse.